# Frederick McCarthy
Frederick "Fred" McCarthy (Stratford, Ontario, 15 d'octubre de 1881 – 15 de febrer de 1974) va ser un ciclista canadenc que va competir a començaments del segle xx.
El 1908 va prendre part en els Jocs Olímpics d'Estiu de Londres, on disputà set proves del programa de ciclisme. Formant equip amb Walter Andrews, William Anderson i William Morton va guanyar la medalla de bronze en la prova de persecució per equips. També va prendre part en la cursa dels 5.000 metres i dels 20 km sent eliminat en la primera ronda, així com en els 100 km, velocitat, les 660 iardes i en tàndem.